# Chimarra obscura
Chimarra obscura är en nattsländeart som först beskrevs av Walker 1852.  Chimarra obscura ingår i släktet Chimarra och familjen stengömmenattsländor. Inga underarter finns listade i Catalogue of Life.